# Obrzycko-Zamek
Obrzycko-Zamek – przysiółek wsi Zielonagóra w Polsce, w województwie wielkopolskim, w powiecie szamotulskim, w gminie Obrzycko.
W latach 1975–1998 miejscowość administracyjnie należała do województwa poznańskiego.

## Zabytki
- piętrowy pałac Raczyńskich wybudowany w 1862, w stylu francuskiego renesansu na planie prostokąta nad Wartą, kryty dachem mansardowym z facjatami i lukarnami, przebudowany w 1910 – po lewej stronie dostawiono dwupiętrową wieżę z zegarem tradycyjnym i słonecznym. Nad głównym wejściem, w werandzie zwieńczonej balkonem, kartusz z herbem Nałęcz Raczyńskich. Pałac wybudowany przez kurlandzką linię rodu Raczyńskich. W czasie II wojny światowej przechowywana tu była najcenniejsza część księgozbioru Biblioteki Raczyńskich, której komisarycznym zarządcą był Józef Aleksander Raczyński – właściciel pałacu[7]. W chwili obecnej w pałacu mieści się Dom Pracy Twórczej i Wypoczynku Uniwersytetu im. A. Mickiewicza w Poznaniu[8].

## Galeria

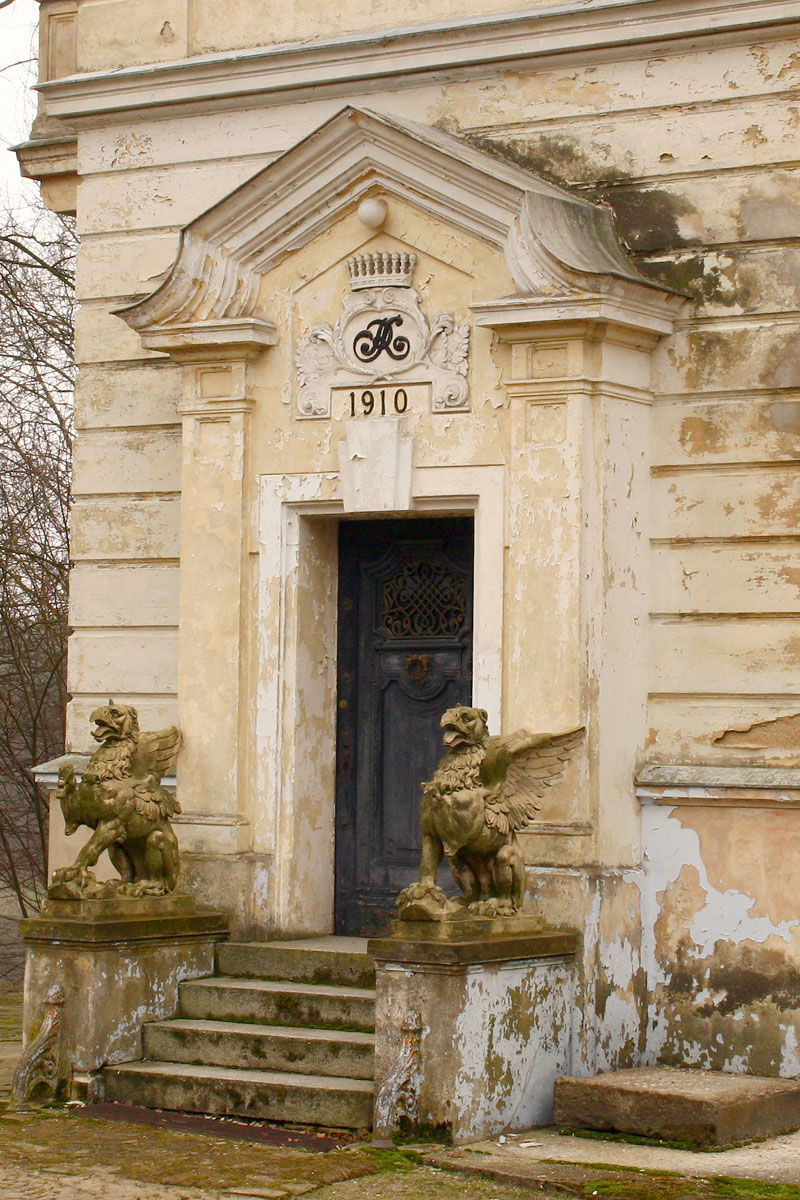
Wejście do wieży pałacowej
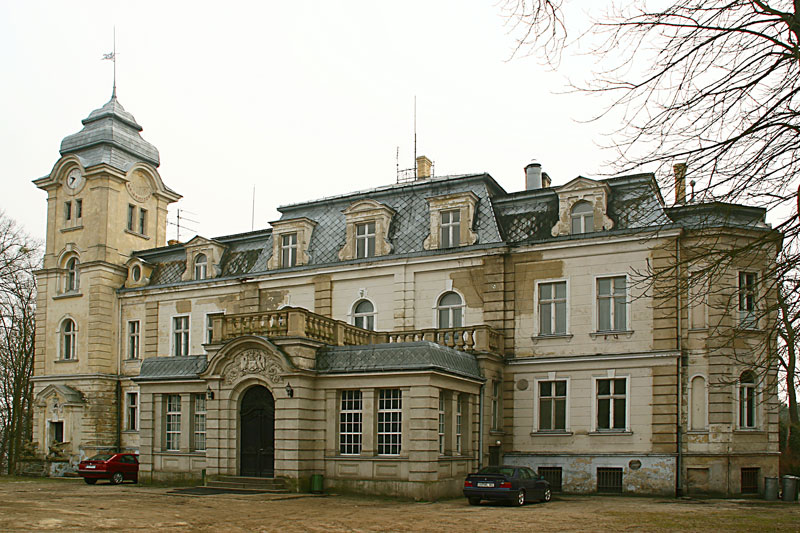
Pałac
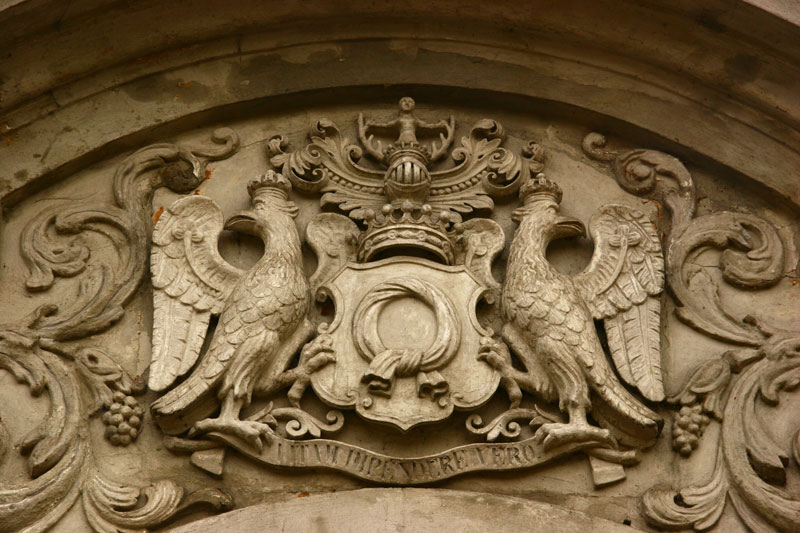
Herb Nałęcz nad wejściem
Herb Nałęcz Raczyńskich